# Iswestija-Pokal 1981
Der Iswestija-Pokal 1981 (russisch Турнир на приз газеты Известия, dt.: Turnier um den Preis der Zeitung „Известия“, dt. Iswestija, d. h. Nachrichten) war die 14. Austragung des internationalen Eishockeyturniers, welches in diesem Jahr vom 16. bis zum 21. Dezember 1981 stattfand. Neben der sowjetischen Sbornaja nahmen wieder die Nationalmannschaften Finnlands, Schwedens und der Tschechoslowakei teil.

## Spiele
| 16. Dezember 1981 | UdSSR Wiktor Schluktow Sergei Swetlow Andrei Chomutow | 3:2 (1:0, 1:1, 1:1) | Finnland Timo Susi Peltonen | Moskau Zuschauer: 12.000 |

| 16. Dezember 1981 | Tschechoslowakei František Černík (2) Jaroslav Korbela Vincent Lukáč | 4:4 (1:0, 2:2, 1:2) | Schweden Mats Ulander (2) Patrik Sundström Tommy Mörth | Moskau Zuschauer: 10.000 |

| 18. Dezember 1981 | Schweden Mats Ulander Thomas Eriksson | 2:6 (1:2, 0:3, 1:1) | Finnland Lindgren (2) Antero Lehtonen Jorma Sevon Markku Pauli Hakulinen Peltonen | Moskau Zuschauer: 10.000 |

| 18. Dezember 1981 | UdSSR Wiktor Schluktow Wiktor Schalimow | 2:1 (1:0, 1:1, 0:0) | Tschechoslowakei Jiří Hrdina | Moskau Zuschauer: 12.000 |

| 20. Dezember 1981 | UdSSR Alexander Koschewnikow Sergei Schepelew Wladimir Krutow Sergei Makarow | 4:2 (0:0, 3:1, 1:1) | Schweden Ove Olsson Håkan Loob | Moskau Zuschauer: 12.000 |

| 20. Dezember 1981 | Tschechoslowakei Igor Liba (3) Dušan Pašek Stanislav Hajdůšek Jiří Lála Peter Ihnačák František Černík Milan Nový | 9:2 (2:0, 3:2, 4:0) | Finnland Raimo Hirvonen Antero Lehtonen | Moskau Zuschauer: 12.000 |

## Tabelle
| Platz | Mannschaft       | Spiele | S | U | N | Tore  | Punkte |
| ----- | ---------------- | ------ | - | - | - | ----- | ------ |
| 1     | UdSSR            | 3      | 3 | 0 | 0 | 09:05 | 6      |
|       | Tschechoslowakei | 3      | 1 | 1 | 1 | 14:08 | 3      |
| 3     | Schweden         | 3      | 1 | 0 | 2 | 10:14 | 2      |
| 4     | Finnland         | 3      | 0 | 1 | 2 | 08:14 | 1      |

## Spiel um Platz 3
| 21. Dezember 1981 | Schweden Tommy Mörth Mats Näslund Ove Olsson Patrik Sundström | 4:2 (2:1, 2:0, 0:1) | Finnland Erkki Laine Antero Lehtonen | Moskau |

## Finale
| 21. Dezember 1981 | Sowjetunion Sergei Schepelew (2) Igor Larionow Waleri Wassiljew | 4:3 (2:2, 0:1, 2:0) | Tschechoslowakei Dušan Pašek (2) Vincent Lukáč | Moskau |

## Auszeichnungen
| Bester Torwart     | Wladislaw Tretjak |
| Bester Verteidiger | Miroslav Dvorák   |
| Bester Stürmer     | Wiktor Schalimow  |